# Rhaphidophora rufobrunnea
Rhaphidophora rufobrunnea är en insektsart som beskrevs av Lucien Chopard 1921. Rhaphidophora rufobrunnea ingår i släktet Rhaphidophora och familjen grottvårtbitare. Inga underarter finns listade i Catalogue of Life.